# Gran Premio de Barcelona-Cataluña
El Gran Premio de Barcelona-Cataluña (en catalán: Gran Premi de Barcelona-Catalunya), será una carrera de automovilismo válida para el Campeonato Mundial de Fórmula 1, que se disputará en el circuito de Barcelona-Cataluña, en Montmeló, España, en 2026.

## Historia
El circuito de Barcelona-Cataluña originalmente iba a ser sede del Gran Premio de España en 2026, hasta que Madrid fue anunciado como sede en el nuevo circuito de Madring. A raíz de esto, la FIA se vio obligada a crear el «Gran Premio de Barcelona-Cataluña» para ser sede del trazado de Barcelona y cumplir el compromiso contractual del Mundial de Fórmula 1 de 2026 con Cataluña. Será la primera vez que España albergará dos Grandes Premios de Fórmula 1 desde la temporada 2012.